# آلن هلیلویچ
آلن هلیلویچ (کرواتی: Alen Halilović؛ زادهٔ ۱۸ ژوئن ۱۹۹۶) بازیکن فوتبال اهل کرواسی است.
وی جوان‌ترین گلزن تاریخ ادوار لیگ برتر فوتبال کرواسی است؛ وی همچنین جوان‌ترین بازیکنی است که برای تیم ملی فوتبال کرواسی به میدان رفته و از او به عنوان یکی از و از استعدادهای جوان و امیدوارکننده اروپا یاد می‌شود.
پدر وی سجاد هلیلویچ اهل بوسنی و هرزگوین است و مادرش ونسا کرووات است. پدرش پیشتر برای تیم‌های ملی کرواسی و بوسنی و هرزگوین به میدان رفته.

## آمار

### ردهٔ باشگاهی
تا تاریخ ۲۷ آوریل ۲۰۱۵
| تیم          | فصل      | لیگ  | لیگ | جام حذفی | جام حذفی | اروپا | اروپا | سایر | سایر | مجموع | مجموع |
| تیم          | فصل      | بازی | گل  | بازی     | گل       | بازی  | گل    | بازی | گل   | بازی  | گل    |
| ------------ | -------- | ---- | --- | -------- | -------- | ----- | ----- | ---- | ---- | ----- | ----- |
| دینامو زاگرب | ۲۰۱۲–۱۳  | ۱۸   | ۲   | ۰        | ۰        | ۳     | ۰     | —    | —    | ۲۱    | ۲     |
| دینامو زاگرب | ۲۰۱۳–۱۴  | ۲۶   | ۵   | ۶        | ۱        | ۸     | ۰     | ۱    | ۰    | ۴۱    | ۶     |
| دینامو زاگرب | مجموع    | ۴۴   | ۷   | ۶        | ۱        | ۱۱    | ۰     | ۱    | ۰    | ۶۲    | ۸     |
| بارسلونا بی  | ۲۰۱۴–۱۵  | ۲۳   | ۳   | —        | —        | —     | —     | —    | —    | ۲۳    | ۳     |
| بارسلونا بی  | مجموع    | ۲۵   | ۳   | —        | —        | —     | —     | —    | —    | ۲۵    | ۳     |
| بارسلونا     | ۲۰۱۴–۱۵  | ۰    | ۰   | ۱        | ۰        | ۰     | ۰     | —    | —    | ۱     | ۰     |
| بارسلونا     | مجموع    | ۰    | ۰   | ۱        | ۰        | ۰     | ۰     | —    | —    | ۱     | ۰     |
| آمار کلی     | آمار کلی | ۶۹   | ۱۰  | ۷        | ۱        | ۱۱    | ۰     | ۱    | ۰    | ۸۸    | ۱۱    |

### ردهٔ ملی
| کرواسی | کرواسی | کرواسی | کرواسی |
| سال    | بازی   | گل     |        |
| ------ | ------ | ------ | ------ |
| ۲۰۱۳   | ۲      | ۰      |        |
| ۲۰۱۴   | ۵      | ۰      |        |
| ۲۰۱۵   | ۰      | ۰      |        |
| مجموع  | ۷      | ۰      |        |